# Valerio Bacigalupo
Valerio Bacigalupo (ur. 12 marca 1924 w Vado Ligure, zm. 4 maja 1949) – włoski piłkarz, występujący na pozycji bramkarza. Brat piłkarza i trenera Manlio Bacigalupo.
Z zespołem AC Torino czterokrotnie zdobył mistrzostwo Włoch (1946, 1947, 1948, 1949). W latach 1947–1949 rozegrał 5 meczów reprezentacji Włoch.
Zginął w katastrofie lotniczej na wzgórzu Superga. Jego imieniem nazwano wybudowany w 1959 stadion klubu Savona F.B.C..